# Le Plessis-Placy
Le Plessis-Placy är en kommun i departementet Seine-et-Marne i regionen Île-de-France i norra Frankrike. Kommunen ligger i kantonen Lizy-sur-Ourcq som tillhör arrondissementet Meaux. År 2022 hade Le Plessis-Placy 296 invånare.

## Befolkningsutveckling
Antalet invånare i kommunen Le Plessis-Placy
| Referens: INSEE |